# ウィルタ協会
ウィルタ協会（ウィルタきょうかい）は、かつて日本領だった北緯50度以南の樺太（サハリン）に住んでいた先住民族のウィルタ（オロッコ）の復権・文化保全を目的とした日本の団体。ウィルタだけでなく、ニヴフ（ギリヤーク）やアイヌなどの北方少数民族の復権・文化保全活動を行っている。1975年（昭和50年）7月12日に、ウィルタ族のダーヒンニェニ・ゲンダーヌ（北川源太郎）による日本政府の告発をきっかけに、「オロッコの人権と文化を守る会」として結成され（当時の会長は網走市会議員窪田茂人）、翌1976年12月にウィルタ協会と改称した。同協会は「オロッコ」を蔑称とみなしている。慰霊碑建立や資料館ジャッカ・ドフニ（2010年10月31日閉館）の建設にたずさわった。樺太の同胞との交流なども行っている。

## 概要
1941年（昭和16年）、太平洋戦争が始まると、日本陸軍は樺太の先住民族ウィルタやニヴフの高い身体能力や現地の地理に詳しいことに目を付け、ソビエト連邦軍の動きを探る活動に従事させた。1942年、陸軍特務機関は、敷香郡敷香町在住のウィルタ22人、ニヴフ18人の計40名に日本名を与え、諜報部隊に配置した。諜報員として召集された者の多くは戦後シベリアに抑留され、その多くは同地で死去したといわれる。オタスに育ったウィルタのダーヒンニェニ・ゲンダーヌ（北川源太郎）もそうしたひとりであったが、彼はそのなかを生き残った。1945年（昭和20年）8月9日のソ連対日参戦、8月20日の樺太の戦いを経て樺太全島はソビエト連邦領となったが、戦後、ウィルタの一部には網走市・釧路市など北海道に移住した者もいた。ウィルタの人びとは、1952年（昭和27年）のサンフランシスコ平和条約発効の際、就籍という形で参政権を獲得した。
ダーヒンニェニ・ゲンダーヌは、スパイ幇助罪の判決を受けて9年6か月にわたってシベリア抑留を受け、そこで強制労働に従事させられたが、サハリンで「戦犯者」の汚名を受けながら肩身の狭い思いをするよりはと1955年（昭和30年）、渡航先を京都府舞鶴港に選び、住地を故郷に雰囲気の似ている網走市に定めた。彼は3年後、サハリンにいる父北川ゴルゴロと姉家族総勢9人を、9年後、サハリンの妹家族総勢8人を網走に呼び寄せた。1975年（昭和50年）には、田中了やゲンダーヌらの努力により、ウィルタ民族の人権や戦後補償問題を解決する趣旨にもとづいて「オロッコの人権と文化を守る会」が設立された。同年、かつての上官の手紙から旧軍人には恩給が支払われることを知ったゲンダーヌは、「オロッコの人権と文化を守る会」の協力も得ながら申請手続きを行ったが認められなかった。不許可の理由として、
1. 戸籍法の適用を受けていない者には兵役法が適用されないこと
2. 兵役法の下、特務機関長には召集権がないこと
3. 兵役法にもとづかない召集令状は無効であること
4. 無効の召集令状を知らずに受けて従軍し、そのために戦犯者として抑留されたとしても日本政府の関知するところではないこと
5. 現行の恩給法の下では適用外であること

の5点が政府見解として示された。ゲンダーヌは、それまで日本人北川源太郎を名乗ってきたが、その名を捨て、ウィルタ「ダーヒンニェニ・ゲンダーヌ」として生きることを決意した。彼は、こう書いている。
「オロッコの人権と文化を守る会」は、1976年12月、「ウィルタ協会」と改称された。1978年（昭和53年）、ウィルタはじめ北方民族の文化を残したいという彼の呼びかけに募金が集まり、網走市が提供した土地に「ジャッカ・ドフニ」（ウィルタ語で「大切な物を収める家」という意味）と名付けた資料館が設立された。
樺太同胞との交流は、1981年（昭和56年）7月にその1回目が実現した。歓迎パーティーの最後にゲンダーヌは「これからは、ウィルタ、ニブヒなどの少数民族が力を合わせて一緒に幸せを築こう。自分たちの幸せは、自分たちの力で手に入れよう」と挨拶した。苦難をともにしたウィルタ・ニヴフ戦没者の慰霊碑（「キリシエ」）は、網走国定公園内に1982年（昭和57年）5月、建てられた。慰霊碑は高さ2.4メートル、幅1.3メートル、白色の御影石の台座に濃緑の蛇紋石の碑を建て、その表側には「靜眠」、台座には「君たちの死をムダにはしない　平和のねがいをこめて」の文字が刻された。碑の裏側には「1942年　突然召集令状をうけ サハリンの旧国境で　そして戦後　戦犯者の汚名をきせられ　シベリアで非業の死をとげたウィルタ　ニブヒの若者たち　その数30名にのぼる　日本政府が　いかに責任をのがれようとも この碑は　いつまでも歴史の事実を語りつぐことだろう　ウリンガジ　アクパッタァリシュ（静かに眠れ）」という文が刻まれている。
ウィルタが守り神とする木偶（セワ）の制作を受け継いでいる大広朔洋によれば、ダーヒンニェニ・ゲンダーヌの義妹であった北川アイ子が2007年に網走で死去して以降、日本ではウィルタの民族的アイデンティティを名乗る人は絶えてしまったという。